# Holoplatys tasmanensis
Holoplatys tasmanensis là một loài nhện trong họ Salticidae. Loài này được phát hiện ở Tasmanië.